# Endiandra beccariana
Endiandra beccariana är en lagerväxtart som beskrevs av André Joseph Guillaume Henri Kostermans. Endiandra beccariana ingår i släktet Endiandra och familjen lagerväxter. Inga underarter finns listade i Catalogue of Life.